# Chạm vào quá khứ
Chạm vào quá khứ là một bộ phim truyền hình được thực hiện bởi Hãng phim Vietcom do Trần Văn Thành và Quách Hiền Minh làm đạo diễn. Phim phát sóng vào lúc 19h45 hằng ngày bắt đầu từ ngày 22 tháng 10 năm 2010 và kết thúc vào ngày 27 tháng 11 năm 2010 trên kênh SCTV14.

## Nội dung
Chạm vào quá khứ kể về câu chuyện của Hải Nam (Nhan Phúc Vinh) – một ca sĩ nổi tiếng nhưng chưa bao giờ nghiêm túc trong chuyện tình cảm, anh bị lọt vào danh sách các nghệ sĩ mặc trang phục phản cảm của năm. Điều này đã ảnh hưởng không nhỏ đến sự nghiệp của Hải Nam.

## Diễn viên
- Huyền Trâm trong vai An Thi
- Nhan Phúc Vinh trong vai Hải Nam
- Nguyên Vũ trong vai Khắc Huy
- Trung Dũng trong vai Trung
- Kinh Quốc trong vai Vĩ Cường
- Trịnh Kim Chi trong vai Bà Trinh
- Phùng Ngọc Huy trong vai Hiếu
- Tâm Tít trong vai Kiều

Cùng một số diễn viên khác....

## Nhạc phim
- Từ khi em đến

Sáng tác: Nguyễn Văn Chung
Thể hiện: Nguyên Vũ
- Khúc dương cầm cho em

Sáng tác: Khánh Đơn
Thể hiện: Nguyên Vũ

## Giải thưởng
| Năm  | Giải thưởng                                | Hạng mục         | (Người) đề cử | Kết quả  | Tham khảo |
| ---- | ------------------------------------------ | ---------------- | ------------- | -------- | --------- |
| 2010 | Liên hoan truyền hình toàn quốc lần thứ 30 | Phim truyền hình | —             | Giải bạc | [ 4 ]     |